# Fátima Canuto
Maria de Fátima Moreira Canuto Rocha (Maceió, 5 de agosto de 1958), é uma Advogada e política brasileira, filiada ao MDB. 
Nas eleições de 2022, foi eleita deputada estadual por AL.